# Uhna
Uhna va ser un rei hitita de la ciutat de Zalpuwa que durant el seu regnat al segle xix aC va atacar la ciutat de Nesa, la va conquerir i la va saquejar, potser en col·laboració amb el rei d'Hatti. Segons el document que s'ha anomenat Text d'Anitta, pel rei de Nesa Anitta, Uhna va prendre el déu de la ciutat, Sius, fins a Zalpuwa. Anitta, anys després, va conquerir Zalpa, probablement la capital de Zalpuwa, i va recuperar el déu que va tornar a Nesa.